# Ramkvilla
Ramkvilla är en småort i Vetlanda kommun, kyrkby i Ramkvilla socken. Ramkvilla är beläget vid Klockesjön som är en vik från sjön Örken.
I byn finns bland annat Ramkvilla kyrka, en grundskola, livsmedelsaffär, spa, frisör, designbyrå och golfbana. Här finns även en badplats. Ramkvillas idrottsförening heter Örjansklubben.